# Carbonato de cesio
El Carbonato de cesio es un compuesto sólido cristalino blanco.
El carbonato de cesio tiene una alta solubilidad en disolventes polares como agua, alcohol y DMF. Su solubilidad es más alta en disolventes orgánicos comparado con otros carbonatos como el potasio y sodio, aunque sigue siendo bastante insoluble en otros disolventes orgánicos como el tolueno, clorobenceno y el p-Xileno.
Este compuesto se utiliza en síntesis orgánica como base. También parece tener aplicaciones en la conversión energética.

## Preparación
El carbonato de cesio puede ser preparado por descomposición térmica de Oxalato de cesio. Al calentarse, el oxalato de cesio se convierte en carbonato de cesio y monóxido de carbono:
- Cs2C2O4 → Cs2CO3 + CO

También puede ser sintetizado reaccionando hidróxido de cesio con dióxido de carbono.
- 2 CsOH + CO2 → Cs2CO3 + H2O

## Reacciones químicas
El carbonato de cesio es muy importante para la alquilación"N" de compuestos tales como sulfonamidas, aminas, Beta lactamas, indoles, compuestos heterocíclicos, imidas aromáticos sustituidos por N, ftalimidas y varios otros compuestos similares.
La investigación sobre estos compuestos se ha centrado en su síntesis y actividad biológica.
En presencia de tetracloroaurato de sodio (NaAuCl4), el carbonato de cesio es un mecanismo muy eficiente para la oxidación aeróbica de diferentes tipos de alcoholes en cetonas y aldehídos a temperatura ambiente sin compuestos poliméricos adicionales. No hay formación de ácido producida cuando se utilizan los alcoholes primarios.
El proceso de oxidación selectiva de alcoholes a carbonilos había sido bastante difícil debido al carácter nucleofílico del carbonilo
intermedio.
En el pasado, los reactivos Cr (VI) y Mn (VII) se han utilizado para oxidar los alcoholes, sin embargo, estos reactivos son tóxicos y comparativamente caros. También se puede utilizar carbonato de cesio en las reacciones de síntesis de Suzuki, Heck y Sonogashira. El carbonato de cesio produce carbonilación de alcoholes y aminas de forma más eficiente que algunos de los mecanismos que se han introducido en el pasado.
El carbonato de cesio se puede utilizar para la síntesis sensible cuando se necesita una base fuerte equilibrada. 